# Consorti dei sovrani di Russia
Le Consorti imperiali di Russia furono le spose dei sovrani di Russia. Esse utilizzarono i titoli di Zarina o Imperatrice

## Zarina di Russia
Casato di Rurik (1547–1598) 
| Immagine | Nome                            | Padre                                    | Nascita | Matrimonio            | Diventò Consorte      | Incoronazione | Cessò di essere Consorte            | Morte                 | Coniuge |
| -------- | ------------------------------- | ---------------------------------------- | ------- | --------------------- | --------------------- | ------------- | ----------------------------------- | --------------------- | ------- |
|          | Anastasija Romanovna Zachar'ina | Roman Jur'evič Zacharyn-Jur'ev (Romanov) | ----    | 3/13 febbraio 1547    | 3/13 febbraio 1547    | ----          | 7 agosto 1560                       | 7 agosto 1560         | Ivan IV |
|          | Marija Temrjukovna nata Kučenej | Temrjuk di Kabardia                      | 1544    | 21 agosto 1561        | 21 agosto 1561        | ----          | 1º settembre 1569                   | 1º settembre 1569     | Ivan IV |
|          | Marfa Vasil'evna Sobakina       | Vasilij Sobakin                          | 1552    | 28 ottobre 1571       | 28 ottobre 1571       | ----          | 13 novembre 1571                    | 13 novembre 1571      | Ivan IV |
|          | Anna Alekseevna Koltovskaja     | Aleksej Koltovskij                       | ----    | 29 aprile 1572        | 29 aprile 1572        | ----          | 1574 ripudiata da suo marito        | 5 April 1626          | Ivan IV |
|          | Anna Vasil'čikova               | ----                                     | ----    | gennaio 1575          | gennaio 1575          | ----          | 1576/77                             | 1576/77               | Ivan IV |
|          | Vasilisa Melentjeva             | ----                                     | ----    | 1579                  | 1579                  | ----          | 1579                                | 1579                  | Ivan IV |
|          | Maria Dolgorukaja               | ---- (DolgorukiTemplate:Dn)              | ----    | 1580                  | 1580                  | ----          | 1580                                | 1580                  | Ivan IV |
|          | Marija Fëdorovna Nagaja         | Fëdor Nagoj                              | ----    | settembre 1580 o 1581 | settembre 1580 o 1581 | ----          | 18 marzo 1584 morte del marito      | 1608 o 20 agosto 1612 | Ivan IV |
|          | Irina Fëdorovna Godunova        | Fëdor Ivanovič Godunov (Godunov)         | 1557    | 1580                  | 18 marzo 1584         | ----          | 16/17 gennaio 1598 morte del marito | 27 ottobre 1603       | Fëdor I |

 Periodo dei torbidi (1598–1613) 
| Immagine | Nome                                                | Padre                                                       | Nascita | Matrimonio      | Diventò Consorte                 | Incoronazione | Cessò di essere Consorte              | Morte          | Coniuge                          |
| -------- | --------------------------------------------------- | ----------------------------------------------------------- | ------- | --------------- | -------------------------------- | ------------- | ------------------------------------- | -------------- | -------------------------------- |
|          | Marija Grigor'evna Skuratova-Bel'skaja              | Grigorij Luk'anovič Skuratov-Bel'skij (Skuratova-Bel'skaja) | ----    | 1570/1571       | 7 gennaio 1598 ascesa del marito | ----          | 10 giugno 1605                        | 10 giugno 1605 | Boris Godunov                    |
|          | Marina Jur'evna Mniszech                            | Jerzy Mniszech (Mniszech)                                   | c. 1588 | 1606            | 1606                             | ----          | 1606                                  | 1614           | Falso Dimitri I Falso Dimitri II |
|          | Maria Petrovna Bujnosova-Rostovskaja nata Ekaterina | Principe Pëtr Ivanovič Bujnosov-Rostov?                     | ----    | 17 gennaio 1608 | 17 gennaio 1608                  | ----          | 19 luglio 1610 deposizione del marito | 1626           | Basilio IV                       |

 Romanov (1613-1721) 
| Nome                                                                                     | Ritratto | Nascita          | Matrimonio        | Regno             | Regno                                            | Morte            | Consorte  |
| Nome                                                                                     | Ritratto | Nascita          | Matrimonio        | Inizio            | Termine                                          | Morte            | Consorte  |
| ---------------------------------------------------------------------------------------- | -------- | ---------------- | ----------------- | ----------------- | ------------------------------------------------ | ---------------- | --------- |
| Marija Vladimirovna Dolgorukova                                                          |          | c. 1601          | 19 settembre 1624 | 19 settembre 1624 | 17 gennaio 1625                                  | 17 gennaio 1625  | Michele   |
| Evdokija Luk'janovna Strešnëva                                                           |          | c. 1608          | 5 febbraio 1626   | 5 febbraio 1626   | 12 luglio 1645 (morte del marito)                | 18 agosto 1645   | Michele   |
| Marija Il'inična Miloslavskaja                                                           |          | c. 1625          | 26 gennaio 1648   | 26 gennaio 1648   | 2 marzo 1669                                     | 2 marzo 1669     | Alessio   |
| Natal'ja Kirillovna Naryškina                                                            |          | 1 settembre 1651 | 1 febbraio 1671   | 1 febbraio 1671   | 29 gennaio 1676 (morte del marito)               | 4 febbraio 1694  | Alessio   |
| Agaf'ja Semënovna Grušeckaja                                                             |          | 1663             | 28 luglio 1680    | 28 luglio 1680    | 24 luglio 1681                                   | 24 luglio 1681   | Fëdor III |
| Marfa Matveevna Apraksina                                                                |          | 1664             | 24 febbraio 1682  | 24 febbraio 1682  | 7 maggio 1682 (morte del marito)                 | 11 gennaio 1716  | Fëdor III |
| Praskov'ja Fëdorovna Saltykova                                                           |          | 12 ottobre 1664  | 9 gennaio 1684    | 9 gennaio 1684    | 8 febbraio 1696 (morte del marito)               | 13 ottobre 1723  | Ivan V    |
| Evdokija Fëdorovna Lopuchina                                                             |          | 9 agosto 1669    | 6 febbraio 1689   | 6 febbraio 1689   | 1698 (divorzio dal marito)                       | 7 settembre 1731 | Pietro I  |
| Caterina Alekseevna Michailova (Marfa Samuilovna Skavronskaja) (Marta Helena Skowrońska) |          | 15 aprile 1684   | 19 febbraio 1712  | 19 febbraio 1712  | 2 novembre 1721 (divenuta Imperatrice di Russia) | 17 maggio 1727   | Pietro I  |

## Imperatrici di Russia
| Nome                                                                                     | Ritratto | Nascita          | Matrimonio        | Regno            | Regno                                  | Morte            | Consorte       |
| Nome                                                                                     | Ritratto | Nascita          | Matrimonio        | Inizio           | Termine                                | Morte            | Consorte       |
| ---------------------------------------------------------------------------------------- | -------- | ---------------- | ----------------- | ---------------- | -------------------------------------- | ---------------- | -------------- |
| Caterina Alekseevna Michailova (Marfa Samoilovna Skavronskaja) (Marta Helena Skowrońska) |          | 15 aprile 1684   | 19 febbraio 1712  | 2 novembre 1721  | 8 febbraio 1725 (divenuta regnante)    | 17 maggio 1727   | Pietro I       |
| Caterina Alekseevna (Sofia di Anhalt-Zerbst)                                             |          | 2 maggio 1729    | 1 settembre 1745  | 5 gennaio 1762   | 9 luglio 1762 (divenuta regnante)      | 17 novembre 1796 | Pietro III     |
| Maria Fëdorovna (Sofia Dorotea di Württemberg)                                           |          | 25 ottobre 1759  | 18 ottobre 1776   | 17 novembre 1796 | 24 marzo 1801 (assassinio del marito)  | 5 novembre 1828  | Paolo I        |
| Elisabetta Alekseevna (Luisa Maria di Baden)                                             |          | 24 gennaio 1779  | 28 settembre 1793 | 24 marzo 1801    | 1 dicembre 1825 (morte del marito)     | 16 maggio 1826   | Alessandro I   |
| Alessandra Fëdorovna (Carlotta di Prussia)                                               |          | 13 luglio 1798   | 13 luglio 1817    | 1 dicembre 1825  | 2 marzo 1855 (morte del marito)        | 1 novembre 1860  | Nicola I       |
| Maria Aleksandrovna (Maria d'Assia e del Reno)                                           |          | 8 agosto 1824    | 28 aprile 1841    | 2 marzo 1855     | 3 giugno 1880                          | 3 giugno 1880    | Alessandro II  |
| Maria Fëdorovna (Dagmar di Danimarca)                                                    |          | 26 novembre 1847 | 9 novembre 1866   | 13 marzo 1881    | 1 novembre 1894 (morte del marito)     | 13 ottobre 1928  | Alessandro III |
| Alessandra Fëdorovna (Alice d'Assia e del Reno)                                          |          | 6 giugno 1872    | 26 novembre 1894  | 1 novembre 1894  | 15 marzo 1917 (abdicazione del marito) | 17 luglio 1918   | Nicola II      |

## Consorti dei Pretendenti al Trono di Russia
| Nome                                                           | Ritratto | Nascita           | Matrimonio     | Regno          | Regno                             | Morte          | Consorte   |
| Nome                                                           | Ritratto | Nascita           | Matrimonio     | Inizio         | Termine                           | Morte          | Consorte   |
| -------------------------------------------------------------- | -------- | ----------------- | -------------- | -------------- | --------------------------------- | -------------- | ---------- |
| Viktoria Fëdorovna (Vittoria Melita di Sassonia-Coburgo-Gotha) |          | 25 novembre 1876  | 8 ottobre 1905 | 31 agosto 1924 | 2 marzo 1936                      | 2 marzo 1936   | Cirillo I  |
| Leonida Georgievna Romanova (Leonida Bagration-Mukhrani)       |          | 23 settembre 1914 | 13 agosto 1948 | 13 agosto 1948 | 21 aprile 1992 (morte del marito) | 24 maggio 2010 | Vladimir I |

### Crisi dinastica

#### Consorti dei sovrani discendenti da Nicola I
| Nome                                           | Ritratto                              | Nascita         | Matrimonio                          | Regno             | Regno                                | Morte | Consorte     |
| Nome                                           | Ritratto                              | Nascita         | Matrimonio                          | Inizio            | Termine                              | Morte | Consorte     |
| ---------------------------------------------- | ------------------------------------- | --------------- | ----------------------------------- | ----------------- | ------------------------------------ | ----- | ------------ |
| Sveva Fëdorovna (Sveva della Gherardesca)      |                                       | 15 luglio 1930  | 31 dicembre 1951 (cerimonia civile) | 21 aprile 1992    | 15 settembre 2014 (morte del marito) | —     | Nicola III   |
| Sveva Fëdorovna (Sveva della Gherardesca)      | 21 gennaio 1952 (cerimonia religiosa) | 15 luglio 1930  |                                     | 21 aprile 1992    | 15 settembre 2014 (morte del marito) | —     | Nicola III   |
| Dorrit Fëdorovna Alekseevna (Dorrit Reventlow) |                                       | 22 aprile 1942  | 28 luglio 1993                      | 15 settembre 2014 | 31 dicembre 2016 (morte del marito)  | —     | Dimitrij III |
| Inez Feodorovna (Inez Storer)                  |                                       | 11 ottobre 1933 | 1969                                | 31 dicembre 2016  | in carica                            | —     | Andrea I     |